# نهر أساهان
نهر أساهان (بالإندونيسية: Sungai Asahan)‏ هو نهر في سومطرة، إندونيسيا، ويبلغ طوله حوالي 150 كم. ويتدفق من بحيرة توبا، ويتدفق في اتجاه الشمال الشرقي، في الجزء العلوي من خلال وادي عميق من جبال باريسان. النهر يصب إلى مضيق ملقا؛ وتقع مدينة تانجونغ بالاي في مصبه.